# Raúl Asencio (football, 1998)
Pour les articles homonymes, voir Raúl Asencio.
Raúl José Asencio Moraes, né le 20 mai 1998 à Castelló de la Plana, est un footballeur espagnol qui joue au poste d'attaquant au Novare FC.

## Carrière

### Gênes
Issu des jeunes du Burriana (club basé à Borriana), Asencio a notamment attiré l'attention de Villarreal et Valence pendant qu'il jouait pour l'académie. Le 15 juillet 2015, il signe pourtant pour le club italien de Gênes pour un contrat de trois ans et est initialement affecté à l'équipe B du club. 

#### Prêt à Avellino
Afin de gagner des opportunités en équipe première, Asencio rejoint le club italien de deuxième niveau d'Avellino le 6 juillet 2017 pour un contrat de prêt d'une saison. Le 13 août, Asencio fait ses débuts professionnels pour Avellino au troisième tour de la Coppa Italia, remplaçant Soufiane Bidaoui à la 68e minute d'une défaite 3-1 à l'extérieur contre le Hellas Verona. Le 26 août, il fait ses débuts en Serie B en remplacement de Matteo Ardemagni à la 91e minute d'une victoire 2-1 à domicile contre Brescia. Le 24 octobre, Asencio marque son premier but professionnel à la 69e minute d'une victoire 1-0 à domicile contre le Pro Vercelli.  Le prêt d'Asencio à Avellino se termine avec 32 apparitions, sept buts et une passe décisive.

#### Prêt à Bénévent
Le 3 août 2018, Asencio est prêté à Bénévent sur un prêt d'une saison. Le 27 août, il a fait ses débuts en Serie B pour Bénévent en tant que remplaçant de Riccardo Improta à la 70e minute d'un match nul 3-3 contre le Lecce. Le 21 septembre, il marque son premier but pour le club, en tant que remplaçant, à la 95e minute d'une victoire 4-0 à domicile sur Salernitana.

#### Prêt à Pise
Le 6 août 2019, Asencio rejoint le club de Serie B Pise en prêt jusqu'au 30 juin 2020. Son prêt est résilié précocement après 3 apparitions en championnat et 1 apparition en Coppa Italia, toutes en tant que remplaçant, Raúl s'étant plus fait remarquer par ses problèmes extra-sportifs que sur le terrain. 

#### Prêt à Cosenza
Le 17 janvier 2020, il est prêté à Cosenza en Serie B jusqu'à la fin de la saison.